# Sant Jordi de Cercs
|  | Aquest article tracta sobre l'entitat de població de Cercs. Si cerqueu l'ermita, vegeu «Ermita de Sant Jordi de Cercs». |

Sant Jordi de Cercs és una entitat de població del municipi de Cercs (Berguedà). És el poble més nou del municipi i de la comarca del Berguedà. Fou construït a principis de la dècada dels 70 per donar cabuda als habitants de l'antic poble de Sant Salvador de la Vedella, inundat per la construcció del pantà de la Baells en el curs del riu Llobregat, i es va inaugurar el 1976. Es troba a un quilòmetre de Cercs i està situat a una altitud de 720 metres sobre el nivell del mar. És el nucli més poblat del municipi, amb 655 habitants (2015)

## Festes
- 5 de gener: Cavalcada dels Reis Mags d'Orient. Tradicional Cavalcada dels Reis a tots els nuclis del municipi (Cercs, Sant Jordi, la Rodonella i Sant Corneli).
- 23 d'abril: Aplec a l'Ermita de Sant Jordi. El que caracteritza aquest aplec és el repartiment del panet que es fa després de la missa.
- Segon cap de setmana de maig: Festes del Roseret a Sant Jordi. Gran Cargolada el diumenge al matí/migdia.
- Tercer diumenge de desembre: Els Reis Mags van a buscar el carbó al Museu de les Mines de Cercs a Sant Corneli
- 26 de desembre: Arribada del Patge Reial Hassan a Cercs, Sant Jordi, la Rodonella i Sant Corneli